# Seznam dílů seriálu Lidský terč
Toto je seznam dílů seriálu Lidský terč. Americký dramatický seriál Lidský terč vysílala stanice Fox v letech 2010–2011. Ve dvou řadách vzniklo celkem 25 epizod, z nichž většina, především z první série, se na obrazovkách objevila poprvé v Kanadě na stanici CTV (obvykle o jeden až dva dny dříve než v USA na Foxu).
V Česku byl úvod první řady poprvé vysílán v létě 2011 na stanici Nova. Premiéra celé první sezóny proběhla v létě 2012 v téže televizi. Druhá řada byla v Česku poprvé vysílána v první polovině roku 2013 na stanici Fanda.

## Přehled řad
| Řada | Díly | Premiéra v USA     | Premiéra v USA | Premiéra v ČR   | Premiéra v ČR     |
| Řada | Díly | První díl          | Poslední díl   | První díl       | Poslední díl      |
| ---- | ---- | ------------------ | -------------- | --------------- | ----------------- |
| 1    | 12   | 17. ledna 2010     | 14. dubna 2010 | 29. června 2011 | 19. července 2012 |
| 2    | 13   | 17. listopadu 2010 | 9. února 2011  | 16. února 2013  | 18. května 2013   |

## Seznam dílů

### První řada (2010)
| Č. v seriálu | Č. v řadě | Původní název         | Český název          | Režie              | Scénář                                                          | Premiéra v USA  | Premiéra v ČR     |
| ------------ | --------- | --------------------- | -------------------- | ------------------ | --------------------------------------------------------------- | --------------- | ----------------- |
| 1            | 1         | Pilot                 | Vlak smrti           | Simon West         | Jonathan E. Steinberg                                           | 17. ledna 2010  | 29. června 2011   |
| 2            | 2         | Rewind                | Zpět na začátek      | Steve Boyum        | Robert Levine                                                   | 20. ledna 2010  | 6. července 2011  |
| 3            | 3         | Embassy Row           | Potíže s ambasádou   | Steve Boyum        | Matthew Federman a Stephen Scaia                                | 26. ledna 2010  | 13. července 2011 |
| 4            | 4         | Sanctuary             | Útočiště             | Sanford Bookstaver | Kalinda Vazquez                                                 | 3. února 2010   | 20. července 2011 |
| 5            | 5         | Run                   | Útěk                 | Kevin Hooks        | Jonathan E. Steinberg                                           | 10. února 2010  | 27. července 2011 |
| 6            | 6         | Lockdown              | Uvězněn              | Jon Cassar         | Josh Schaer                                                     | 17. února 2010  | 3. srpna 2011     |
| 7            | 7         | Salvage & Reclamation | Záchrany a navrácení | Bryan Spicer       | Jonathan E. Steinberg a Robert Levine                           | 10. března 2010 | 12. července 2012 |
| 8            | 8         | Baptiste              | Baptist              | Paul A. Edwards    | Matthew Federman a Stephen Scaia                                | 17. března 2010 | 13. července 2012 |
| 9            | 9         | Corner Man            | Kouč                 | Steve Boyum        | Jonathan E. Steinberg a Robert Levine                           | 24. března 2010 | 16. července 2012 |
| 10           | 10        | Tanarak               | Tanarak              | Kevin Hooks        | Mike Ostrowski                                                  | 31. března 2010 | 17. července 2012 |
| 11           | 11        | Victoria              | Victoria             | Paul A. Edwards    | námět: Zak Schwartz scénář: Kalinda Vasquez a Sonny Postiglione | 7. dubna 2010   | 18. července 2012 |
| 12           | 12        | Christopher Chance    | Christopher Chance   | Steve Boyum        | Jonathan E. Steinberg a Robbie Thompson                         | 14. dubna 2010  | 19. července 2012 |

### Druhá řada (2010–2011)
| Č. v seriálu | Č. v řadě | Původní název              | Český název         | Režie           | Scénář                                                                      | Premiéra v USA     | Premiéra v ČR   |
| ------------ | --------- | -------------------------- | ------------------- | --------------- | --------------------------------------------------------------------------- | ------------------ | --------------- |
| 13           | 1         | Ilsa Pucci                 | Ilsa Pucci          | Steve Boyum     | Matt Miller                                                                 | 17. listopadu 2010 | 16. února 2013  |
| 14           | 2         | The Wife's Tale            | Příběh manželky     | Mimi Leder      | Andrea Newman a Zev Borow                                                   | 24. listopadu 2010 | 23. února 2013  |
| 15           | 3         | Taking Ames                | Ames v průšvihu     | Paul A. Edwards | David Simkins                                                               | 1. prosince 2010   | 2. března 2013  |
| 16           | 4         | The Return of Baptiste     | Baptistův návrat    | Bryan Spicer    | Jonathan E. Steinberg a Robert Levine                                       | 8. prosince 2010   | 9. března 2013  |
| 17           | 5         | Dead Head                  | Prázdná hlava       | Paul A. Edwards | námět: Tom Spezialy scénář: Dan E. Fesman, Nora Zuckerman a Lilla Zuckerman | 15. prosince 2010  | 16. března 2013 |
| 18           | 6         | The Other Side of the Mall | Vánoce v obchoďáku  | Peter Lauer     | Zev Borow                                                                   | 22. prosince 2010  | 23. března 2013 |
| 19           | 7         | A Problem Like Maria       | Postrach Maria      | Guy Ferland     | Dan McDermott a Andrea Newman                                               | 5. ledna 2010      | 30. března 2013 |
| 20           | 8         | Communication Breakdown    | Komunikační selhání | Steve Boyum     | Jonathan E. Steinberg                                                       | 5. ledna 2010      | 6. dubna 2013   |
| 21           | 9         | Imbroglio                  | Noc v opeře         | Steve Boyum     | Robert Levine                                                               | 14. ledna 2010     | 13. dubna 2013  |
| 22           | 10        | Cool Hand Guerrero         | Guerrerova hrdost   | Craig R. Baxley | Matt Whitney                                                                | 14. ledna 2010     | 20. dubna 2013  |
| 23           | 11        | Kill Bob                   | Zabít Boba          | John Terlesky   | Brad Kern a Zev Borow                                                       | 31. ledna 2010     | 27. dubna 2013  |
| 24           | 12        | The Trouble with Harry     | Trable s Harrym     | Peter Lauer     | Jonathan E. Steinberg a Robert Levine                                       | 2. února 2010      | 11. května 2013 |
| 25           | 13        | Marshall Pucci             | Marshall Pucci      | David Barrett   | Matt Miller a Heather V. Regnier                                            | 9. února 2010      | 18. května 2013 |